# Lista de canções número um na Top 50 Streaming em 2018

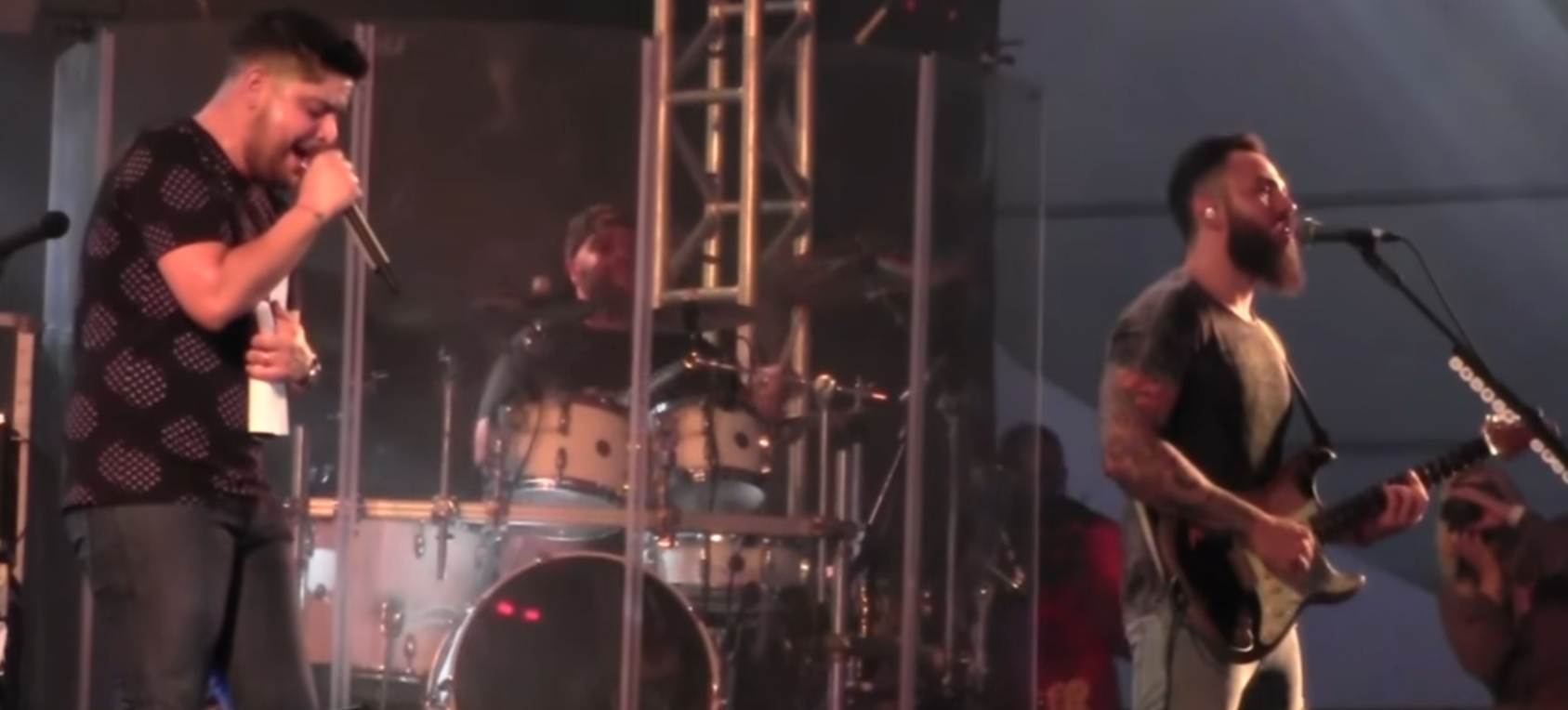
"Propaganda, da dupla sertaneja Jorge & Mateus, foi a canção mais executada nas plataformas de streaming em 2018.

Esta é uma lista de canções que atingiram o número um da tabela musical Top 50 Streaming em 2018. A lista é publicada mensalmente pela Pro-Música Brasil, que recolhe os dados elaborados e compilados pela empresa BMAT Music Innovators e divulga as cinquenta faixas mais executadas nas plataformas musicais de streaming Spotify, Apple Music, Napster, Amazon Music, Google Play Music e Deezer.
Em 2018, um total de quatorze artistas e sete canções alcançaram o primeiro lugar da lista musical. Anitta, MC Zaac e Maejor lideraram os meses de janeiro e fevereiro com "Vai Malandra", que contou com a participação de Tropkillaz e DJ Yuri Martins. Em março, Kevinho e a sua canção "Ta Tum Tum" atingiu o topo, em uma parceria com Simone & Simaria. Em abril, "Largado às Traças", de Zé Neto & Cristiano, liderou a lista, seguido por "Propaganda", de Jorge & Mateus em maio, e "Ao Vivo e A Cores", de Matheus & Kauan em parceira com Anitta, entre junho e agosto, encerrando o domínio das duplas sertanejas no topo da lista. Entre setembro e outubro, Marília Mendonça e sua canção "Ciumeira" atingiu o topo, seguido por "Atrasadinha", de Felipe Araújo em parceria com Ferrugem, entre os meses de novembro e dezembro, terminando a trajetória das faixas mais tocadas no Brasil em 2018 nas plataformas de streaming.
Apesar de ter liderado em apenas um mês a lista, a canção mais executada nas plataformas de streaming no ano de 2018 foi "Propaganda", da dupla sertaneja Jorge & Mateus, seguido por "Vai Malandra" e "Ao Vivo e A Cores".

## Histórico
| † | Indica o single mais executado de 2018 nas plataformas de streaming. |

| Mês       | Canção              | Artista                                                                       | Ref.   |
| --------- | ------------------- | ----------------------------------------------------------------------------- | ------ |
| Janeiro   | "Vai Malandra"      | Anitta, MC Zaac e Maejor (com a participação de Tropkillaz e DJ Yuri Martins) | [ 2 ]  |
| Fevereiro | "Vai Malandra"      | Anitta, MC Zaac e Maejor (com a participação de Tropkillaz e DJ Yuri Martins) | [ 3 ]  |
| Março     | "Ta Tum Tum"        | Kevinho (com a participação de Simone & Simaria)                              | [ 4 ]  |
| Abril     | "Largado às Traças" | Zé Neto & Cristiano                                                           | [ 5 ]  |
| Maio      | "Propaganda"        | Jorge & Mateus                                                                | [ 6 ]  |
| Junho     | "Ao Vivo e A Cores" | Matheus & Kauan (com a participação de Anitta)                                | [ 7 ]  |
| Julho     | "Ao Vivo e A Cores" | Matheus & Kauan (com a participação de Anitta)                                | [ 8 ]  |
| Agosto    | "Ao Vivo e A Cores" | Matheus & Kauan (com a participação de Anitta)                                | [ 9 ]  |
| Setembro  | "Ciumeira"          | Marília Mendonça                                                              | [ 10 ] |
| Outubro   | "Ciumeira"          | Marília Mendonça                                                              | [ 11 ] |
| Novembro  | "Atrasadinha"       | Felipe Araújo (com a participação de Ferrugem)                                | [ 12 ] |
| Dezembro  | "Atrasadinha"       | Felipe Araújo (com a participação de Ferrugem)                                | [ 13 ] |